# Simple Treasure
『Simple Treasure』（シンプル・トレジャー）は、日本のシンガーソングライター・川嶋あいの4枚目のフル・アルバム。2009年6月3日にTSUBASA RECORDS（販売元はソニー・ミュージックディストリビューション）からリリースされた。 

## 解説
- 前作『足あと』以来2年ぶりにリリースされたオリジナルアルバム。
- 初回盤はドキュメンタリーDVD、シングル「大丈夫だよ」とライブDVDとの3作連動応募ステッカー付き。

## 収録曲
1. Again
2. ドアクロール
15thシングル。
3. Flag
16thシングル。
4. lover
日本テレビ・NTTドコモ無料配信連続ドラマ『ダブル～この恋には裏がある～』主題歌。
5. Revolution
ワオ・コーポレーション「能開センターの夏期講習会」CMソング。
6. 青い鳥
7. 大丈夫だよ
17thシングル。
8. 涙
9. リマインダー
映画『yoriko～寄子～』主題歌。[1]
10. Merry-go-round
11. オネスティ
12. やわらかな日差し
携帯RPG『執事と魔族とお嬢様』イメージソング。
13. カケラ
16thシングル。

## 収録内容

### Disc1 / CD
| 全作詞・作曲: 川嶋あい。 |                      |           |            |               |      |
| #                        | タイトル             | 作詞      | 作曲・編曲 | 編曲          | 時間 |
| 1.                       | 「Again」            | 川嶋あい  | 川嶋あい   | 宗本康兵      | 4:37 |
| 2.                       | 「ドアクロール」     | 川嶋あい  | 川嶋あい   | 陶山隼        | 4:58 |
| 3.                       | 「Flag」             | 川嶋あい  | 川嶋あい   | enzo          | 4:27 |
| 4.                       | 「lover」            | 川嶋あい  | 川嶋あい   | 宗本康兵      | 4:50 |
| 5.                       | 「Revolution」       | 川嶋あい  | 川嶋あい   | CONEY'S JELLY | 4:40 |
| 6.                       | 「青い鳥」           | 川嶋あい  | 川嶋あい   | 宗本康兵      | 3:48 |
| 7.                       | 「大丈夫だよ」       | 川嶋あい  | 川嶋あい   | CONEY'S JELLY | 4:51 |
| 8.                       | 「涙」               | 川嶋あい  | 川嶋あい   | 横田明紀男    | 5:14 |
| 9.                       | 「リマインダー」     | 川嶋あい  | 川嶋あい   | 宗本康兵      | 5:20 |
| 10.                      | 「Merry-go-round」   | 川嶋あい  | 川嶋あい   | 土肥真生      | 3:58 |
| 11.                      | 「オネスティ」       | 川嶋あい  | 川嶋あい   | 長澤孝志      | 3:56 |
| 12.                      | 「やわらかな日差し」 | 川嶋あい  | 川嶋あい   | 宗本康兵      | 4:57 |
| 13.                      | 「カケラ」           | 川嶋あい  | 川嶋あい   | 宗本康兵      | 5:17 |
| 合計時間:                | 合計時間:            | 合計時間: | 60:53      |               |      |

### Disc2 / DVD (初回限定盤のみ)
| #  | タイトル                      | 作詞 | 作曲・編曲 |
| -- | ----------------------------- | ---- | ---------- |
| 1. | 「川嶋あい ドキュメンタリー」 |      |            |